# Radio Busto Arsizio
Radio Busto Arsizio (in precedenza Radio Tevere e Radio Alto Milanese, anche conosciuta come Radio Busto Libera) (onde corte m 25,4 e m 19,61, i cui trasmettitori erano identificati dalle sigle 2RO4 e 2RO3) fu la prima radio ad annunciare la caduta del regime fascista, il 25 aprile 1945. Radio Busto trasmise autonomamente, scollegata dalla catena delle altre stazioni EIAR del Nord Italia.

## Storia
Come testimonia l'ingegner Lombardo, all'epoca dipendente EIAR e responsabile del centro radio di Busto Arsizio, le vicende furono guidate e coordinate dal tenente Aldo Icardi dell'esercito degli Stati Uniti, da Enrico Tosi, alto esponente del Comitato di Liberazione Nazionale, e dal tenente colonnello Oggioni, comandante militare della piazza di Busto Arsizio.
L’emittente era nata dal trasferimento al nord, per ordine dei fascisti, del centro radiofonico Roma Prato Smeraldo, dove cominciò le trasmissioni il 10 giugno 1944 come Radio Tevere. Le sale di registrazione erano a Milano, i programmi venivano trasmessi via cavo alla stazione trasmittente di Olgiate Olona e da qui diffusi, mentre gli uffici amministrativi si trovavano a Busto Arsizio in via Mentana.
Il 25 aprile 1945 la Divisione Alto Milanese occupò gli uffici di Busto Arsizio, mentre la 102ª Brigata Garibaldi si impossessò degli impianti di Olgiate Olona, consegnandone il comando al tenente americano Aldo Icardi, che ordinò la rimessa in funzione degli impianti; le trasmissioni ripresero e la denominazione fu cambiata in Radio Alto Milanese. 
Alle 22:00 del 25 aprile, dagli studi della radio, venne letto un comunicato che annunciava l'avvenuta insurrezione del Nord Italia.
Il testo del comunicato, voluto da Giovanni Lombardo (successivamente accusato di aver trasmesso il comunicato senza autorizzazione e quindi licenziato dall'EIAR), fu scritto da Enrico Tosi e letto da Nino Miglierina, ed era il seguente:
Cittadino italiano, tu che hai sofferto per la tua Patria, ancora una volta calpestata dal barbaro nemico, l'ora della tua liberazione è giunta. Lavoratore, ancora per qualche giorno, controlla ogni tentativo di distruzione delle tue macchine, delle tue officine, delle tue fabbriche, delle centrali elettriche. Salva la tua ricchezza di domani. Donne siate degne dell’ora che volge. Italiani tutti al vostro posto per la battaglia.»
(Enrico Tosi, comunicato letto via Radio Alto Milanese da Nino Miglierina)
La trasmissione, la prima ad annunciare la decadenza del regime, fu ricevuta anche negli Stati Uniti.
Il 4 maggio 1945, per ordine degli Alleati, l'emittente diventò Radio Busto Arsizio e continuò la sua attività fino al 23 maggio di quell'anno, quando venne chiusa sempre per volontà Alleata.

## Riconoscimenti
Per gli eventi avvenuti il Ministero della Difesa concesse al Comune di Busto Arsizio la Medaglia di bronzo al valor militare, con la seguente motivazione:
Alcuni reperti di Radio Busto sono conservati presso la Famiglia Bustocca a Busto Arsizio, mentre resti della base di uno dei due tralicci sono ancora oggi esistenti sul luogo e sono visibili percorrendo in territorio Busto Arsizio via per Fagnano. Si noterà un vecchio acquedotto e poco distante la fondazione del traliccio. 

## Personale in servizio
Il personale in servizio all'emittente era costituito da: 
- capo centro: ing. Giovanni Lombardo;[9]
- capo tecnico: Duilio Brondoloni;
- tecnici specialisti: Dario Baldinini, Luigi Bulgheroni, Ezio Cestari, Carlo Gallazzi, Anacleto Guerra, Marcello Luciani, Francesco Macchi, Andrea Merlo, Giuseppe Migliara, Fiorello Modolo, Emanuele romano, Luigi Rossi.